# Liorhinella nigra
Liorhinella nigra är en insektsart som beskrevs av Gustaf Emanuel Haglund 1899. Liorhinella nigra ingår i släktet Liorhinella och familjen spottstritar. Inga underarter finns listade i Catalogue of Life.